# Мартино, Анхело
Анхело Мартино (исп. Ángelo Martino; род. 5 июня 1998, Рафаэла) — аргентинский футболист, защитник клуба «Ньюэллс Олд Бойз». 

## Клубная карьера
Мартино — воспитанник клуба «Атлетико Рафаэла». 14 марта 2017 года в матче против «Альдосиви» он дебютировал в аргентинской Примере. 15 апреля в поединке против «Индепендьенте» Анхело забил свой первый гол за «Атлетико Рафаэла». По итогам сезона клуб вылетел в аргентинскую Примеру B, но игрок остался в команде. В начале 2021 года Мартино перешёл в «Тальерес». 27 февраля в матче против «Ньюэллс Олд Бойз» он дебютировал за новую команду. 26 мая в поединке Южноамериканского кубка против эквадорского «Эмелека» Анхело забил свой первый гол за «Тальерес». 7 июля 2022 года в матче Кубка Либертадорес против «Колона» он отметился забитым мячом. 
В начале 2023 года Мартино перешёл в «Ньюэллс Олд Бойз».